# Crypturellus bartletti
Crypturellus bartletti е вид птица от семейство Тинамуви (Tinamidae).

## Разпространение
Видът е разпространен в Боливия, Бразилия, Еквадор и Перу.